# Мери Младеновска-Георгиевска
Мери Младеновска-Георгиевска (на македонска литературна норма: Мери Младеновска-Ѓорѓиевска) е юристка и политичка от Северна Македония.

## Биография
Мери Младеновска-Георгиевска е родена на 30 април 1969 година в град Крива паланка, тогава във Федерална Югославия, днес в Северна Македония. Завършва през 1992 г. Юридическия факултет на Скопския университет. В периода 1994-2002 г. работи като адвокат и членува в Събранието на Адвокатската камара на Македония. През 1998 г. става дисциплинарен съдия към Дисциплинарния съд на Адвокатската камара. Между 2000 и 2002 г. е заместник-член на Държавната изборна комисия. В периода 12 ноември 2002 - 3 юни 2004 г. е заместник-министър на правосъдието. През 2004 до 2006 г. става министър на правосъдието.